# Hitzler Werft

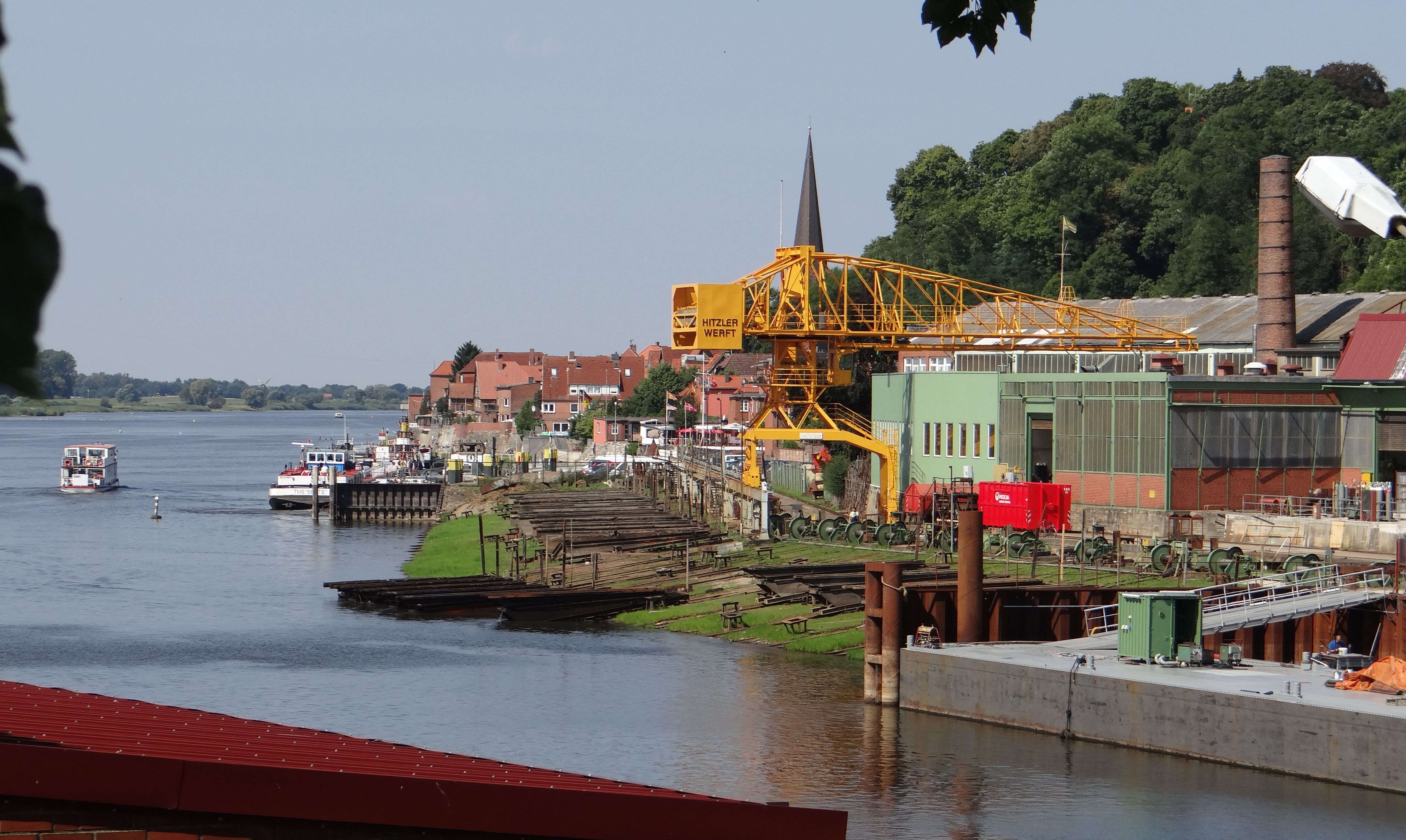
Slipanlagen an der Elbe

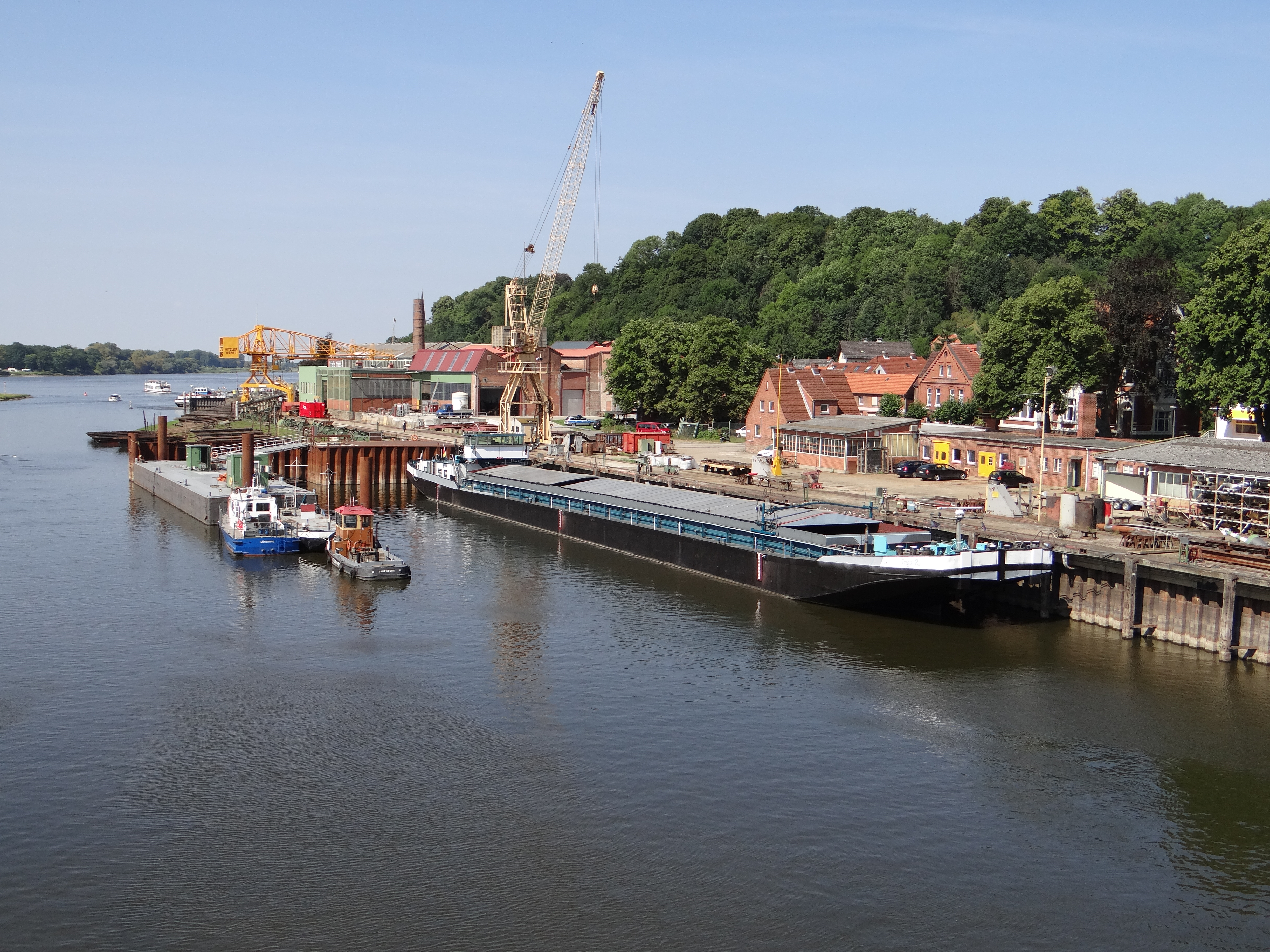
Anlagen an der Nordseite des Elbe-Lübeck-Kanals

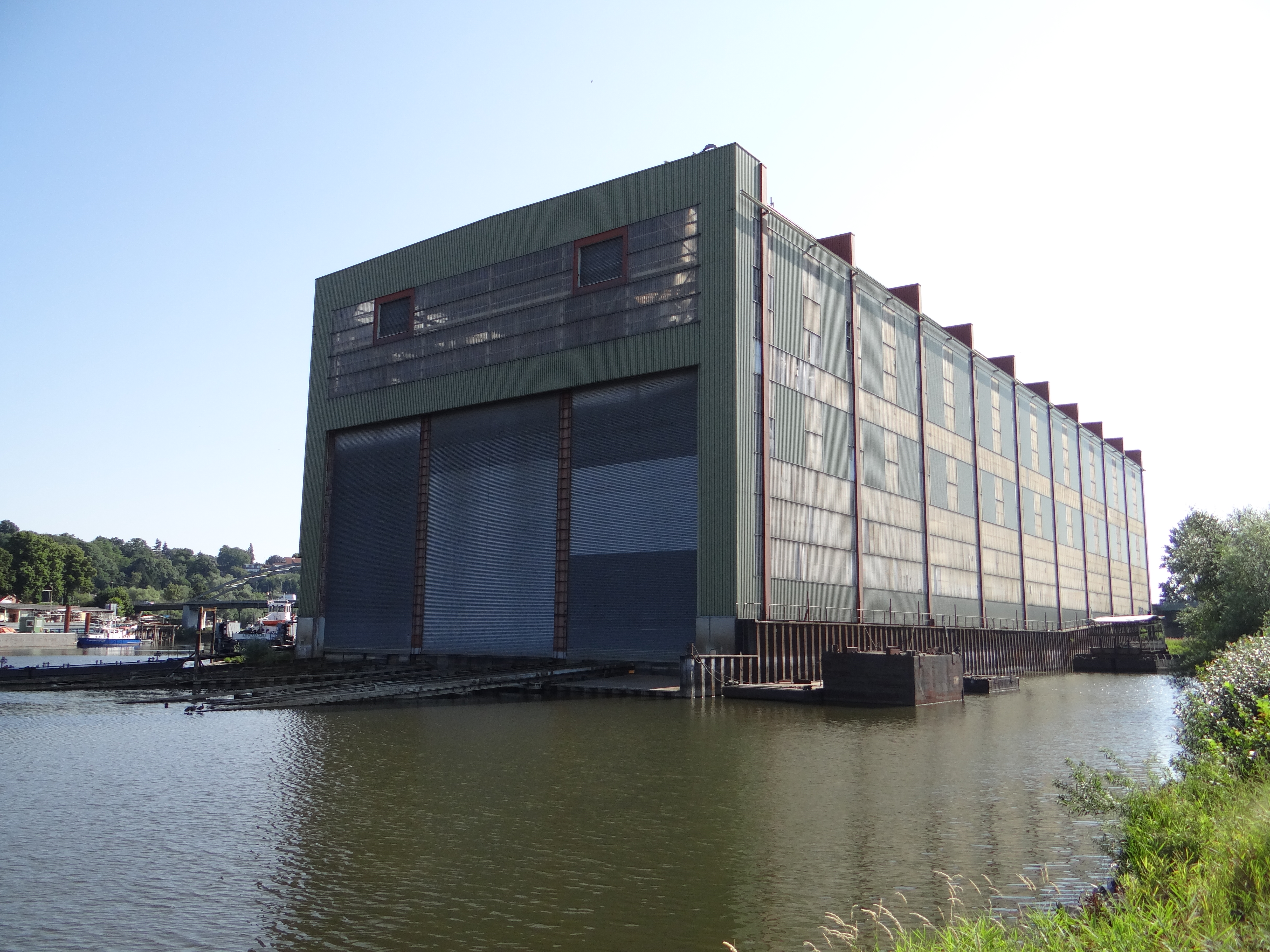
Halle südlich des Elbe-Lübeck-Kanals

Die Hitzler Werft in Lauenburg an der Elbe ist eine Werft mit Schwerpunkt auf Reparaturen sowie den Neubau von Spezial- und Binnenschiffen. Auf der Werft entsteht die erste Fähre mit Biomethanantrieb.

## Geschichte
Die Werft wurde 1885 von Johann Georg Hitzler gegründet.

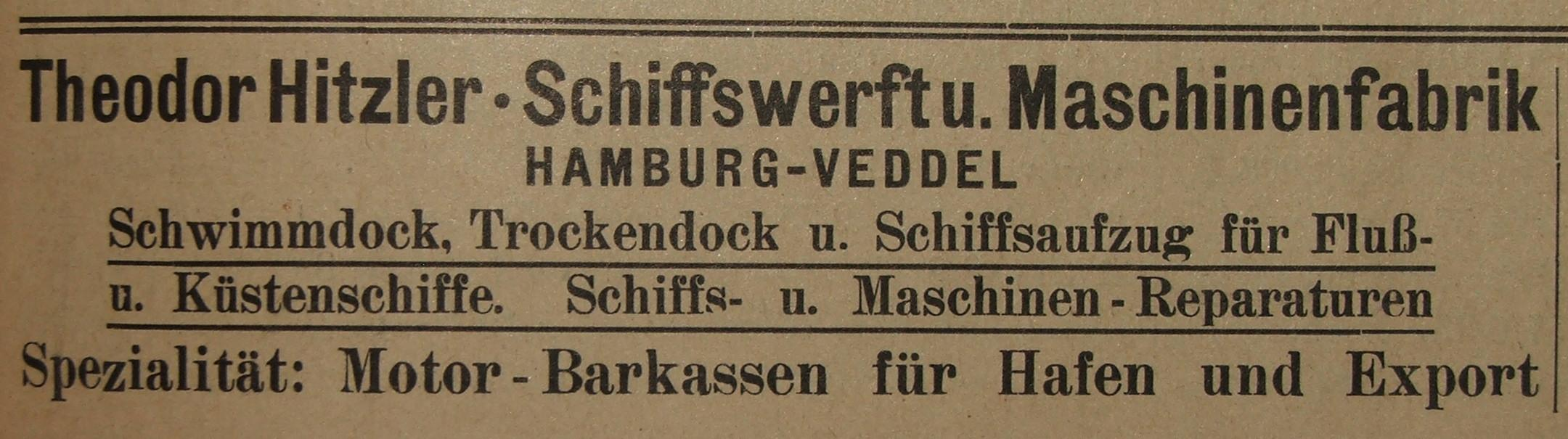
Werbung der Hitzler Werft von Theodor Hitzler 1913

Zur Gründung der Werft kam es, weil die Gebrüder Paul und Ludwig Burmester eine Schifffahrtslinie auf der Elbe zwischen Lauenburg und Hamburg betrieben und dazu eine günstige Reparaturwerft suchten. Daher unterstützten die Brüder den Werftgründer Johann Georg Hitzler bei der Einrichtung eines kleinen Reparaturdocks.
Das erste Schiff, die Johanna, produzierte die Werft 1886. Dabei handelte es sich um einen Schleppkahn mit 400 Tonnen Tragfähigkeit. Nach dem Bau von weiteren Schleppkähnen und Schuten wurde 1892 das erste Motorboot fertiggestellt. Dieses Fährboot Anna für den Lauenburger Fährpächter war mit einem Motor von Gottlieb Daimler ausgestattet. 15 Jahre nach Werftgründung wurde 1900 der erste Frachtdampfer für Matthias Burmester fertiggestellt. 1903 wurde ein Schwimmdock gebaut, so konnten die großen Raddampfer besser repariert werden.
Der älteste Sohn Theodor Hitzler, seit 1892 im Betrieb, übernahm 1907 die Mahnkesche Werft in Hamburg-Veddel. Die Firmenleitung der Lauenburger Werft wurde im Jahre 1909 von den anderen Söhnen Franz und Georg Hitzler übernommen. Zum Ende des Ersten Weltkriegs baute die Werft die ersten hochseetauglichen Fischdampfer.
Zu den seegängigen Bauten gehören der Tonnenleger Johann Georg Repsold und das Polizeiboot Fehmarn, später Gode Wind.
Nach Schwierigkeiten und hohen Verlusten der J. G. Hitzler Schiffswerft & Maschinenfabrik GmbH & Co. KG im Jahr 2000 wurden am 1. Februar 2001 die Werftanlagen und ein Teil der Belegschaft durch die neu gegründete Hitzler Werft GmbH übernommen. Dieses Unternehmen hielten je zur Hälfte die Arminius Werke GmbH in Bodenwerder und Franz C. Hitzler in Lauenburg. Seit dem 1. März 2021 ist die Hitzler Werft GmbH im Besitz der Familie Klimenko. Marek Klimenko war zuletzt Leiter des Konstruktionsbüros der Werft.

## Andere Hitzler-Werften
1915 wurde Theodor Hitzler mit dem erneuten Aufbau von mit der Bahn von der Elbe zur Donau transportierten in Einzelteile zerlegten Schleppdampfern beauftragt. Dafür erwarb er ein Grundstück in Deggendorf und errichtete dort eine Slipanlage. Aus dieser 1918 wieder verkauften Werft entstand später die bekannte Deggendorfer Werft und Eisenbau Gesellschaft.
1921 gründete Theodor Hitzler mit Beteiligung von Maschinen und Fachpersonal der Lauenburger Werft eine Werft in Regensburg (Lage). Sein jüngster Bruder Walter Hitzler übernahm die Geschäftsführung und wurde 1930 der Eigentümer. Die Werft baute zunächst Kleinfahrzeuge und Fahrgastschiffe und ab 1939 auch große Donaukähne und Schlepper. Der Werft stellte 297 Schiffe fertig, davon viele für den Bodensee und die Bayrischen Seen. Wegen Insolvenz wurde der Betrieb 1994 geschlossen. Das Archiv der Werft wurde vom Donau-Schiffahrts-Museum Regensburg übernommen.
| Bau-Nr. | Ablieferung | Schiffsnummer | Schiffsname                   | Schiffstyp           | Auftraggeber                           |
| ------- | ----------- | ------------- | ----------------------------- | -------------------- | -------------------------------------- |
| …       |             |               |                               |                      |                                        |
| 13      | 1925        |               | Konstanz                      | Fahrgastschiff       |                                        |
|         | 1925        |               | Stadt Radolfzell              | Fahrgastschiff       |                                        |
| …       |             |               |                               |                      |                                        |
| 23      | 1926        |               | Kachlet                       | Dampfeisbrecher      |                                        |
| …       |             |               |                               |                      |                                        |
|         | 1936        |               | Radolfzell                    | Fahrgastschiff       | Deutsche Reichsbahn                    |
| 80      | 1936        |               | Bern                          | Schlepper            | Motorschiffahrts Aktiengesellschaft    |
|         | 1937        |               | Zürich                        | Schlepper            | Firma Schultz, Zürich                  |
| …       |             |               |                               |                      |                                        |
| 98–102  | 1938        |               | FHR (Fluss-Hilfsräumboot) 2–6 | Motorzugschiff       | Kriegsmarine, Donauflottille           |
| …       |             |               |                               |                      |                                        |
| 194     | 1953        |               | Matting                       | Rollfähre            | Gemeinde Pentling                      |
| …       |             |               |                               |                      |                                        |
| S 95    | 1950        |               | Attel                         | Schlepper            | Innwerk                                |
| …       |             |               |                               |                      |                                        |
| 206     | 1955        |               | Helga                         | Schleppkahn          | Hans Hofmeister, Regensburg            |
| …       |             |               |                               |                      |                                        |
| 256     | 1968        | ENI 06002439  | Regensburg                    | Großmotorgüterschiff | Bayerischer Lloyd                      |
|         | 1969        |               | Linz                          | Großmotorgüterschiff | Bayerischer Lloyd                      |
| …       |             |               |                               |                      |                                        |
| 265     | 1974        | ENI 05700080  | Renate                        | Fahrgastschiff       | Personenschiffsverkehr Josef Schweiger |
| …       |             |               |                               |                      |                                        |
|         | 1975        |               | Eining-Hienheim               | Rollfähre            | Landkreis Kelheim                      |
| …       |             |               |                               |                      |                                        |
| 269     | 1976        | ENI 08548003  | Bavaria                       | Fahrgastschiff       | Personenschiffsverkehr Josef Schweiger |
| …       |             |               |                               |                      |                                        |
| 272     | 1977        |               | Anton Bruckner                | Fahrgastschiff       |                                        |
| …       |             |               |                               |                      |                                        |
|         | 1981        | ENI 04803580  | Donau                         | Fahrgastschiff       |                                        |
| …       |             |               |                               |                      |                                        |
| 297     | 1994        | ENI 05700650  | Renate II                     | Fahrgastschiff       | Personenschiffsverkehr Josef Schweiger |